# Marchas del 1 de julio
Las Marchas del 1 de julio se refieren a una serie de marchas de protesta anuales que tienen lugar en Hong Kong (región administrativa especial de la República Popular China) organizadas por el Frente Civil de los Derechos Humanos desde 2003, tienen lugar en la fecha de la Transferencia de soberanía de Hong Kong de 1997, siendo el 1 de julio el día del establecimiento de la región administrativa especial de Hong Kong.
Desde el traspaso, la Alianza de Hong Kong en Apoyo de los Movimientos Patrióticos y Democráticas de China, una organización prodemocrática formada en 1989 en el aún Hong Kong británico con apoyo a los movimientos democráticos de la R. P. China tras la masacre de la plaza de Tiananmén, fue la máxima impulsora de las protestas las marchas del 1 de julio en Hong Kong entre 1997 y 2002, continuando con su apoyo democrático y pidiendo que se realizase una investigación sobre los sucesos de Tiananmén y sus responsables.
En 2003, a raíz del proyecto de ley de seguridad nacional (disposiciones legislativas) de 2003, que alteraban el artículo 23 de la Ley Básica de Hong Kong (derecho a la libertad de expresión), el seguimiento de la marcha del 1 de julio de aquel año fue masivo (la ley se votaba el 9 de julio). Originalmente, los nuevos organizadores, el Frente Civil de los Derechos Humanos, esperaban en torno a 20 000 manifestantes, las cifras de seguimiento oscilan entre 350 000 manifestantes (según la policía), los 700 000 (según organizadores) y los 500 000-1 000 000 (según prensa). El ejecutivo hongkonés se comprometió a modificar las disposiciones legislativas tras la presión.
En 2020, las autoridades hongkonesas prohibieron por primera vez la marcha, alegando los problemas causados en las protestas contra el proyecto de ley de extradición del proceso legislativo del año anterior, en las que el Frente Civil de los Derechos Humanos fue convocante y también por medidas de seguridad ante la Pandemia de COVID-19 en Hong Kong. Decenas de miles de manifestantes se presentaron igualmente el 1 de julio, ante lo que la policía respondió con cañones de agua, cargas y casi 400 arrestos. Esta manifestación se considera ocaisionalmente parte de las Protestas en Hong Kong de 2019-2021.
A partir de 2021, con la ya aprobada nueva Ley de Seguridad Nacional de Hong Kong, las marchas del 1 de julio no han sido permitidas. El Frente Civil de los Derechos Humanos, organizador de las marchas, se disolvió el 15 de agosto de 2021.
En 2022 se intentó realizar una nueva marcha, pero las autoridades negaron permisos y se preparó un fuerte despliegue policial y militar para controlar la visita del presidente de la República Popular China, Xi Jinping, que fue a celebrar el 25 aniversario de la transferencia de soberanía en un momento tenso entre Pekín y la antigua colonia británica (en las primeras elecciones tras la ley impuesta por Pekín, sólo un 30 % de hongkoneses acudieron a votar).